# Герцог Баклю

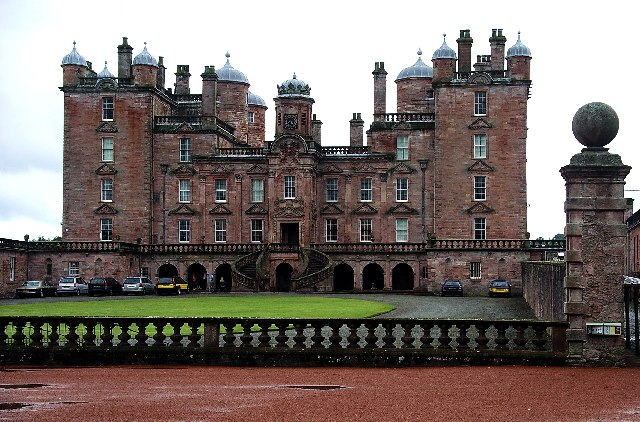
Шотландский замок Драмланриг (англ.), из которого в 2003 году была украдена принадлежащая герцогу «Мадонна с веретеном», приписываемая кисти Леонардо да Винчи

Герцог Баклю (англ. Duke of Buccleuch, варианты передачи на русский — Баклу, Бэклу, Баклей, Боклю и т. д.) — титул, созданный в Шотландии 20 апреля 1663 года для герцога Монмута, который был старшим незаконнорождённым сыном Карла II и был женат на Анне Скотт, 4-й графине Баклю. В том же году Анна была также возведена в титул 1-й герцогини Баклю в своём праве.

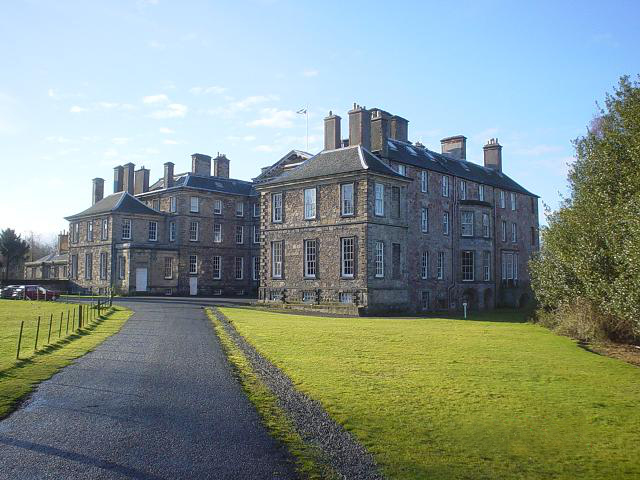
Дворец Далкейт (англ.)

Хотя титулы Монмута после его осуждения и казни за мятеж в 1685 году были конфискованы, его вдова сохранила титулы, которые носила в своём праве, в том числе титул герцогини Баклю. 6 февраля 1731 (или 1732) года после её кончины титул перешёл к её внуку Фрэнсиса Скотту (сыну ранее умершего графа Далкейта) и до настоящего времени принадлежит его потомкам, которые в разное время носили фамилии Скотт, Монтегю-Скотт и Монтегю-Дуглас-Скотт.
В 1810 году 3-й герцог Баклю унаследовал титул герцога Куинсберри (также в пэрстве Шотландии), присоединив к своим титулам титул маркиза Куинсберри. Таким образом, владелец этих титулов является одним из пяти британских аристократов, которые носят более одного герцогского титула.
В настоящее время титул герцога Баклю принадлежит Ричарду Уолтеру Джону Монтегю-Дуглас-Скотту (родился в 1954 году), потомку Монмута в одиннадцатом поколении. Его старший сын Уолтер Джон Фрэнсис по традиции носит титул учтивости граф Далкейт.

## Носители титула

### Феодальный барон из Баклю (1488)

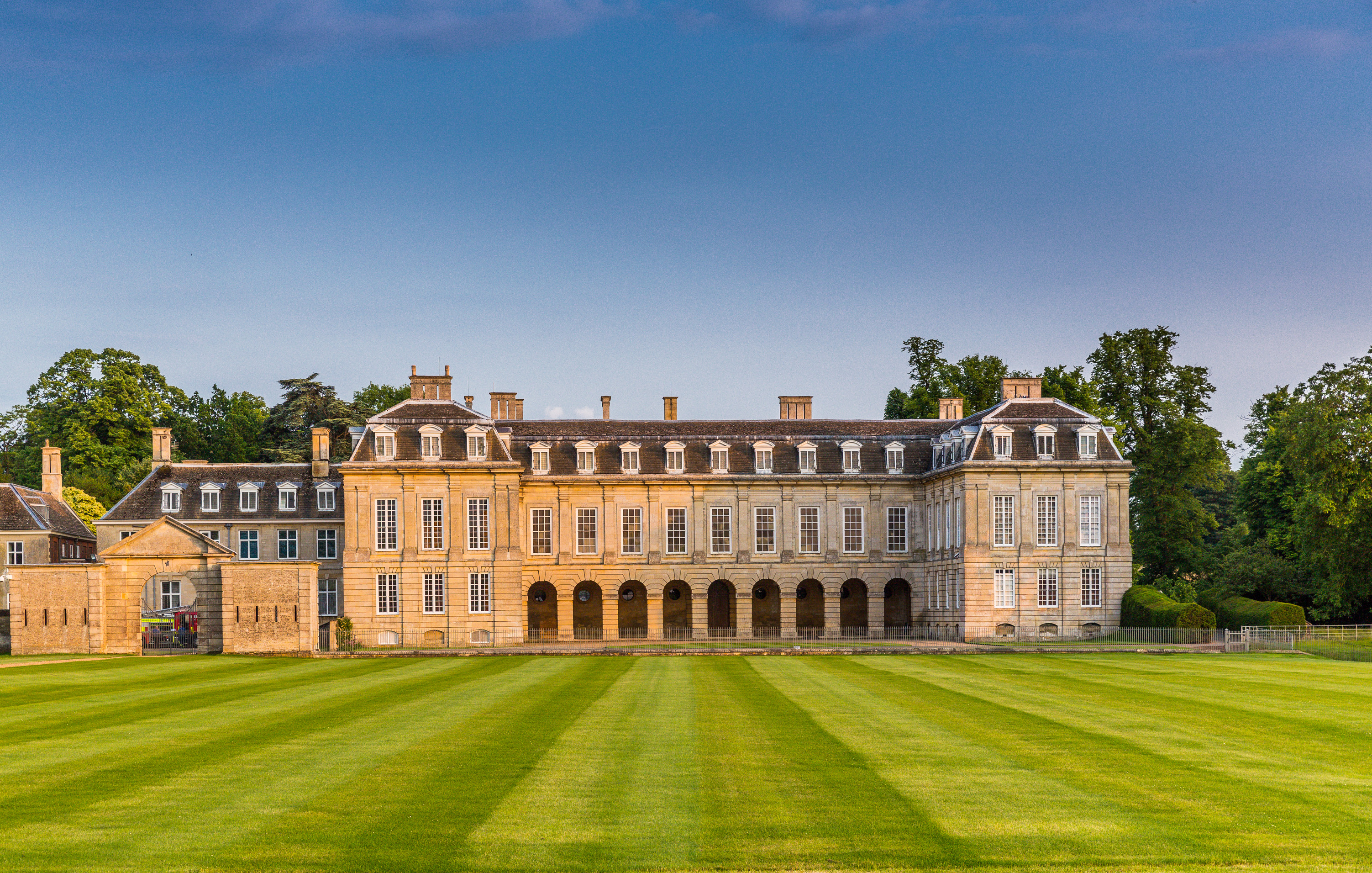
Поместье Богтон (англ.)

- Дэвид Скотт, 1-й барон Баклю (ум. ок. 1491/1492), старший сын сэра Уолтера Скотта из Бранксхолма
- Уолтер Скотт, 2-й барно Баклю (ум. ок. 1504), внук Дэвида Скотта, 1-го барона
- Уолтер Скотт из Бранксхолма и Баклю, 3-й барон Баклю (ум. 1552), сын Уолтера Скотта, 2-го барона
- Уолтер Скотт, 4-й барон Баклю (ок. 1549—1574), внук Уолтера Скотта, 3-го барона
- Уолтер Скотт, 5-й барон Баклю (1565—1611), сын Уолтера Скотта, 4-го барона. В 1606 году получил титул лорда Скотта из Баклю

### Лорд Скотт из Баклю (1606)
- Уолтер Скотт, 1-й лорд Скотт из Баклю (1565—1611), сын 4-го барона Баклю
- Уолтер Скотт, 2-й лорд Скотт из Баклю (до 1606—1633), сын 1-го лорда Скотта из Баклю. В 1619 году получил титул графа Баклю.

### Граф Баклю (1619)
- Уолтер Скотт, 1-й граф Баклю (ум. 1633), сын 1-го лорда Скотта из Баклю
- Фрэнсис Скотт, 2-й граф Баклю (1626—1651), второй сын Уолтера Скотта, 1-го графа Баклю
- Мэри Скотт, 3-я графиня Баклю (1647—1661), старшая дочь Фрэнсиса Скотта, 2-го графа Баклю
- Энн Скотт, 4-я графиня Баклю (1651—1732), младшая дочь Фрэнсиса Скотта, 2-го графа Баклю. В 1663 году получила титул герцогини Баклю

### Герцоги Баклю, первая креация (1663)
- Джеймс Скотт, 1-й герцог Монмут, 1-й герцог Баклю (1649—1685), незаконнорожденный сын короля Англии Карла II Стюарта и его любовницы Люси Уолтер.

### Герцоги Баклю, вторая креация (1663)

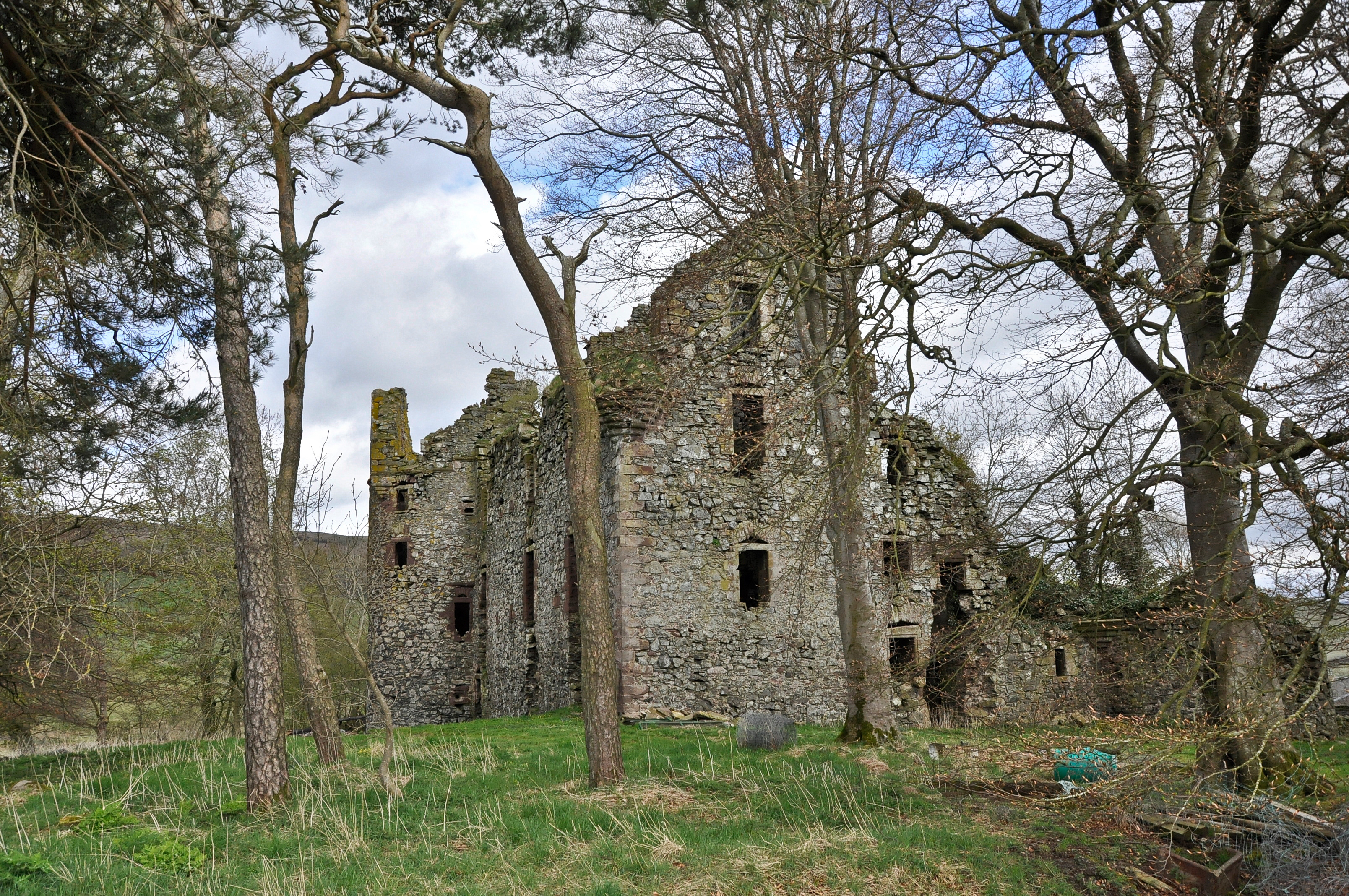
Руины недостроенного замка Дрочил, которым герцоги Баклю владеют с 1686 года по настоящее время.

- 1663—1732 годы — Энн Скотт, 1-я герцогиня Баклю (1651—1732), младшая дочь Фрэнсиса Скотта, 2-го графа Баклю, жена Джеймса Скотта, 1-го герцога Монмута. Также носила титулы: 4-я графиня Баклю и 5-я баронесса Скотт из Баклю
- 1732—1751 годы — Фрэнсис Скотт, 2-й герцог Баклю (1695—1751), граф Донкастер (1742/1743-1751), старший сын Джеймса Скотта, графа Далкейта, и леди Генриетты Хайд, дочери Лоуренса Хайда, первого графа Рочестера. Внук Джейса Скотта, 1-го герцога Монмута, и Энн Скотт, 1-й герцогини Баклю
- 1751—1812 годы — Генри Скотт, 3-й герцог Баклю, 5-й герцог Куинсберри (1746—1812), второй сын Фрэнсиса Скотта, графа Далкейта (1721—1750) и внук Фрэнсиса Скотта, 2-го герцога Баклю
- 1812—1819 годы — Чарльз Уильям Генри Монтегю Скотт, 4-й герцог Баклю, 6-й герцог Куинсберри (1772—1819), второй сын 3-го герцога Баклю
- 1819—1884 годы — Уолтер Фрэнсис Монтегю Дуглас Скотт, 5-й герцог Баклю, 7-й герцог Куинсберри (1806—1884), граф Далкейт (1812—1819), второй сын 4-го герцога Баклю, женился на Шарлотте Тинн.
- 1889—1914 годы — Уильям Генри Уолтер Монтегю Дуглас Скотт, 6-й герцог Баклю, 8-й герцог Куинсберри (1831—1914), старший сын 5-го герцога Баклю
- 1914—1935 годы — Джон Чарльз Монтегю Дуглас Скотт, 7-й герцог Баклю, 9-й герцог Куинсберри (1864—1935), второй сын 6-го герцога Баклю
- 1935—1973 годы — Уолтер Джон Монтегю Дуглас Скотт, 8-й герцог Баклю, 10-й герцог Куинсберри (1894—1973), старший сын 7-го герцога Баклю
- 1973—2007 годы — Уолтер Фрэнсис Джон Монтегю Дуглас Скотт, 9-й герцог Баклю, 11-й герцог Куинсберри (1923—2007), единственный сын 8-го герцога Баклю
- 2007 — н. в. — Ричард Уолтер Джон Монтегю Дуглас Скотт, 10-й герцог Баклю, 12-й герцог Куинсберри (род. 1954), старший сын 9-го герцога Баклю
- Наследник: Уолтер Джон Фрэнсис Монтегю Дуглас Скотт, граф Далкейт (род. 1984), старший сын 10-го герцога Баклю